# Ернандо-Біч (Флорида)
Ернандо-Біч (англ. Hernando Beach) — переписна місцевість (CDP) в США, в окрузі Ернандо штату Флорида. Населення — 2452 особи (2020).

## Географія
Ернандо-Біч розташоване за координатами 28°28′5″ пн. ш. 82°40′2″ зх. д. / 28.46806° пн. ш. 82.66722° зх. д. (28.468093, -82.667265).  За даними Бюро перепису населення США в 2010 році переписна місцевість мала площу 10,51 км², з яких 9,11 км² — суходіл та 1,41 км² — водойми. В 2017 році площа становила 12,64 км², з яких 9,19 км² — суходіл та 3,45 км² — водойми.

## Демографія
Згідно з переписом 2010 року, у переписній місцевості мешкало 2299 осіб у 1062 домогосподарствах у складі 731 родини. Густота населення становила 219 осіб/км².  Було 1425 помешкань (136/км²).
Расовий склад населення:
| - 97,0 % — білих - 0,7 % — чорних або афроамериканців - 0,4 % — корінних американців - 0,4 % — азіатів |

До двох чи більше рас належало 0,7 %. Частка іспаномовних становила 4,3 % від усіх жителів.
За віковим діапазоном населення розподілялося таким чином: 13,2 % — особи молодші 18 років, 58,8 % — особи у віці 18—64 років, 28,0 % — особи у віці 65 років та старші. Медіана віку мешканця становила 54,5 року. На 100 осіб жіночої статі у переписній місцевості припадало 98,5 чоловіків;  на 100 жінок у віці від 18 років та старших — 100,8 чоловіків також старших 18 років.
Середній дохід на одне домашнє господарство  становив 62 324 долари США (медіана — 47 857), а середній дохід на одну сім'ю — 71 802 долари (медіана — 55 625). За межею бідності перебувало 21,5 % осіб, у тому числі 42,9 % дітей у віці до 18 років та 2,5 % осіб у віці 65 років та старших.
Цивільне працевлаштоване населення становило 793 особи. Основні галузі зайнятості: освіта, охорона здоров'я та соціальна допомога — 30,4 %, мистецтво, розваги та відпочинок — 18,2 %, роздрібна торгівля — 15,9 %.